# Innocenci (jurista)
Innocenci (en llatí Innocentius) va ser un jurista romà que va viure en temps de Constantí I el Gran i els seus fills, Flavi Claudi Constantí i Flavi Juli Constant, al segle iv.
Constanci II va afavorir la jurisprudència i així les interpretacions d'Innocenci van adquirir una certa força legal. Eunapi diu que Innocenci va ser privilegiat pels emperadors.
Innocenci no es menciona al Digest, però a la col·lecció Agrimensores, hi ha un tractat titulat " Ex libro xii. Innocentii de literis et notis juris exponendis" o "Innocentius, V. P. auctor" que semblen ser compilacions dels treballs d'Innocenci. El text relaciona les cases i les terres que van rebre els noms de les lletres de l'alfabet, però no se sap clarament la relació que hi havia entre unes i altres. Sembla que també va escriure un tractat titulat De Cassis Literarum, de contingut enigmàtic, però que sembla un escrit sobre l'exploració de terres.